# Lionel Steketee
Lionel Steketee,  né le 27 janvier 1964 à Paris est un réalisateur français de cinéma.

## Biographie
Né de parents franco-américains, Lionel Steketee étudie le cinéma à l'Université de Boston. À partir des années 1990, il devient premier assistant réalisateur dans différents films comme Immortel, ad vitam, Hôtel Rwanda, Perdus dans l'espace, Lucky Luke ou encore Fatal. Parallèlement, il travaille sur de très nombreux spots publicitaires sous la direction notamment, de Wong Kar-wai ou Bruno Aveillan. En 2000, il réalise son 1er court métrage intitulé Évasion.
En 2011, il réalise la comédie Case départ, son premier long métrage, codirigé avec Fabrice Éboué et Thomas N'Gijol, qui reçoit le Trophée de la première œuvre aux Trophées du Film français 2012. Il poursuit en 2013, avec Le Crocodile du Botswanga , toujours avec Fabrice Éboué et Thomas N'Gijol en vedette. Ces deux films sont des succès publics (respectivement 1 800 000 et 1 250 000 spectateurs en France).
En 2017, il réalise Les Nouvelles Aventures de Cendrillon avec Marilou Berry et Josiane Balasko. Cette comédie attire 810 000 spectateurs en France. 
En 2018, il réalise Alad'2 avec Kev Adams et Jamel Debbouze. Cette comédie attire 2 350 000 spectateurs en France.

## Filmographie

### Réalisateur
- 1991 : Riviera (série télévisée)
- 2001 : Évasion (court métrage)
- 2011 : Case Départ - coréalisé avec Fabrice Éboué et Thomas Ngijol
- 2014 : Le Crocodile du Botswanga - coréalisé avec Fabrice Éboué
- 2017 : Les Nouvelles Aventures de Cendrillon
- 2018 : Alad'2

### Scénariste
- 1999 : Le Sourire du clown d'Éric Besnard
- 2001 : Évasion (court métrage) de lui-même

### Premier assistant réalisateur
- 1995 : Un si joli bouquet de Jean-Claude Sussfeld
- 1996 : Pinocchio de Steve Barron
- 1998 : Perdus dans l'espace de Stephen Hopkins
- 1999 : La Ferme des animaux de John Stephenson
- 2001 : Le Pacte des loups de Christophe Gans
- 2002 : Secret Passage d'Ademir Kenovic
- 2003 : Immortel, ad vitam d'Enki Bilal
- 2004 : Cinq enfants et moi (Five Children and It) de John Stephenson
- 2004 : Hôtel Rwanda de Terry George
- 2007 : Hellphone de James Huth
- 2009 : Lucky Luke de James Huth
- 2010 : Fatal de Michaël Youn